# Нафтна индустрија Србије
Нафтна индустрија Србије (НИС) српска је нафтна компанија са седиштем у Новом Саду у већинском власништву руског Газпрома.
Основне делатности компаније су истраживање, производња и прерада нафте и гаса, промет нафтних деривата, као и реализација пројеката у области енергетике и петрохемије. НИС је уједно једина компанија која се у Србији бави истраживањем и производњом нафте и гаса. Основни производни капацитети НИС-а су у Републици Србији, док су зависна друштва и представништва отворена у неколико земаља света.
Пословање у региону Балкана НИС група развија у неколико праваца: истраживање и производња нафте и гаса, развој малопродајне мреже, производња и трговина електричном енергијом. Циљ НИС-а је да буде највећи брзорастући енергетски систем у региону и пример другима по ефикасности пословања и динамици одрживог развоја.
Поред пословних активности, НИС реализује и значајне друштвено-одговорне пројекте и један је од водећих социјалних инвеститора у Србији. Основни правци улагања у друштвено-одговорне пројекте су подршка младима, образовању и науци, спорту, култури, здравству, као и реализација хуманитарних пројеката. НИС је прва компанија у Србији која је за допринос образовању добила „Светосавску награду“ коју додељује Министарство просвете, науке и технолошког развоја Републике Србије.

## Историјат
Претеча данашње компаније НИС било је Предузеће за истраживање и производњу нафте са седиштем у Зрењанину, основано 1949. године по одлуци Владе ФНРЈ. Предузеће за истраживање и производњу нафте Нафтагас, основано је 1953. године у складу са одлуком Владе Федеративне Народне Републике Југославије (ФНРЈ), када је управа пренета у Нови Сад. Почетком 50-их година 20. века на овим просторима отворене су прве бензинске станице и складишта. Рафинерије нафте у Панчеву и Новом Саду са радом су почеле 1968. године. Крајем 1973. године у структуру тадашње компаније интегрисане су прометне организације Југопетрол-Београд и Југопетрол-Нови Сад.
Нафтна индустрија Србије, у свом данашњем виду, основана је 1991. године као државна компанија за истраживање, производњу, прераду и промет нафте и нафтних деривата и природног гаса.
Компанија 2005. године добија статус акционарског друштва, а самим тим бира своју Скупштину акционара, Управни одбор и руководеће органе. На основу међудржавног Купопродајног споразума између Републике Србије и Руске Федерације о куповини 51 одсто акција већински акционар компаније 2009. године постаје руска компанија „Газпром њефт“.
У 2010. години НИС постаје јавно друштво са највећим бројем акционара (у том тренутку приближно пет милиона) листирано на Београдској берзи. Листирањем НИС-а Београдска берза добија највећу “blue chip” компанију на свом листингу. Следећи своју стратегију да постане лидер у окружењу, НИС 2011. почиње убрзано да шири пословање и на тржиште региона. Формирана су зависна предузећа у Босни и Херцеговини, Бугарској, Мађарској и Румунији. У 2012. години завршена је изградња комплекса за хидрокрекинг и хидрообраду (MHC/DHT) у Рафинерији нафте Панчево која означава завршетак прве фазе модернизације рафинеријског комплекса НИС-а. Две године касније, 2013. почиње реализација пројекта когенерације (производња електричне и топлотне енергије из гаса на нафтним и гасним пољима у Србији). Пуштено је у рад прво когенерационо постројење у Сиракову да би потом у Србији било отворено још 13 малих електрана. Вишак електричне енергије произведене у сопственим капацитетима НИС продаје на слободном тржишту. Компанија тежи непрестаном увођењу нових технологија па је тако у оквиру Погона за припрему и транспорт нафте и гаса у Елемиру 2016. године почело да ради Аминско постројење за пречишћавање природног гаса. Ово постројење, поред бизнис ефекта има и значајне еколошке бенефите јер поседује технологију која у потпуности спречава доспевање угљен диоксида у атмосферу и самим тим, доприноси смањењу ефекта „стаклене баште“. Друга фаза модернизације Рафинерије нафте Панчево започела је 2017. године почетком изградње постројења за дубоку прераду са технологијом одложеног коксовања чијом изградњом ће панчевачка рафинерија постати једна од најмодернијих у Источној Европи.
Америчко Министараство финансија увело је 2025. санкције НИС-у због руског већинског власништва.

## Делатности

### Истраживање и производња
Већина НИС-ових нафтних налазишта налази се на територији Србије, али је компанија искорачила и у регион, изводећи истражне радове у Румунији и Босни и Херцеговини. Најстарија инострана концесија компаније је у Анголи где производња траје од 1985. године. Производња обухвата процесе производње, сабирања, припреме и транспорта нафте, природног гаса и геотермалних вода, превентивно и интервентно одржавање система и пратеће инфраструктуре.

### Сервиси
Компанија НИС поседује сопствене сервисне капацитете, који у потпуности задовољавају потребе Компаније, и пружају услуге трећим лицима.

### Прерада
НИС поседује модерну Рафинерију нафте у Панчеву у којој се производе моторна горива Евро-5 стандарда, авио-гориво, течни нафтни гас, сировине за петрохемијску индустрију, уље за ложење, битумени и други нафтни деривати. У 2017. години Рафинерија у Панчеву је постала прво енергетско постројење у Србији које је од државних органа добило IPPC дозволу (интегрисана дозвола) о интегрисаном спречавању и контроли загађења животне средине којом се потврђује да је производни процес у Рафинерији у потпуности усклађен са највишим домаћим и европским стандардима у области заштите животне средине.

### Промет
Промет НИС-а обухвата спољну и унутрашњу трговину, малопродају нафтних деривата и допунског асортимана, као и велепродају нафтних деривата. Као посебне пословне правце НИС развија снабдевање авио-горивом, снабдевање пловних објеката горивом, промет мазива и битумена. НИС у Србији, БиХ, Бугарској и Румунији поседује више од 400 бензинских станица, а малопродајна мрежа компаније је највећа у Србији. НИС наступа на тржишту са два малопродајна бренда: NIS Petrol (масовни бренд) и GAZPROM (премијум бренд).

### Енергетика
НИС се бави производњом електричне и топлотне енергије из конвенционалних и обновљивих извора, производњом и продајом компримованог природног гаса, продајом природног гаса, трговином електричном енергијом, развојем и увођењем стратешки важних енергетских пројеката, развојем и имплементацијом пројеката за повећање енергетске ефикасности. НИС развија и трговину електричном енергијом и поред тржишта Србије, присутан је на тржиштима Босне и Херцеговине, Румуније, Словеније и Мађарске, а тргује и на граници са Северном Македонијом.

## Друштвена одговорност
Под корпоративним слоганом „Будућност на делу“, НИС подржава културне и спортске манифестације, ради на побољшању образовне инфраструктуре, сарађује са 12 локалних самоуправа у Србији и настоји да унапреди квалитет живота грађана у тим заједницама. Спонзорска и донаторска делатност НИС-а фокусирана је на реализацију приоритетних програма из области спорта, културе, науке и образовања, екологије и социјалне заштите.
НИС је прва компанија у Србији која је објавила Извештај о одрживом развоју, урађен према стандардима и квалитету у корпоративном извештавању прописаним од стране међународне организације Global Reporting Initiative и AccontAbility, што у континуитету ради од 2010 године.
Од 2010. године генерални спонзор једног од најпопуларнијих фудбалских клубова у Србији ФК Црвене звезде је компанија „Газпром њефт“ — већински акционар српске компаније „Нафтна индустрија Србије“, уједно и највећи страни инвеститор у земљи. Током сарадње са „Газпром њефт“ клуб је шест пута освајао титулу шампиона Србије, два пута је освојио Куп Србије и редовно је учествовао на европским турнирима. У оквиру сарадње, осим рекламирања брендова компаније „Газпром њефт“ заједно са ФК Зенит из Санкт Петербурга, реализује се сарадња у области омладинског фудбала – размена младих играча и одржавање пријатељских утакмица.